# Jean Picard
Jean Picard var en fransk astronom (1620-1682). Han kom til Danmark for nøjagtigt at bestemme Uranienborgs geografiske position, da denne var af stor betydning ved udnyttelsen af Tycho Brahes astronomiske observationer. Picard tog Ole Rømer med sig til Paris som assistent.